# Valašská Bystřice
Pour les articles homonymes, voir Bystřice.
Valašská Bystřice (jusqu'en 1925 : Velká Bystřice ; en allemand : Walachisch Bistritz, précédemment : Groß Bistrzitz) est une commune du district de Vsetín, dans la région de Zlín, en Tchéquie. Sa population s'élevait à 2 245 habitants en 2020.

## Géographie
Valašská Bystřice est arrosé par la Bystřice et se trouve à 6 km au sud-sud-ouest du centre de Rožnov pod Radhoštěm, à 12 km au nord-est de Vsetín, à 39 km au nord-est de Zlín et à 275 km à l'est-sud-est de Prague.

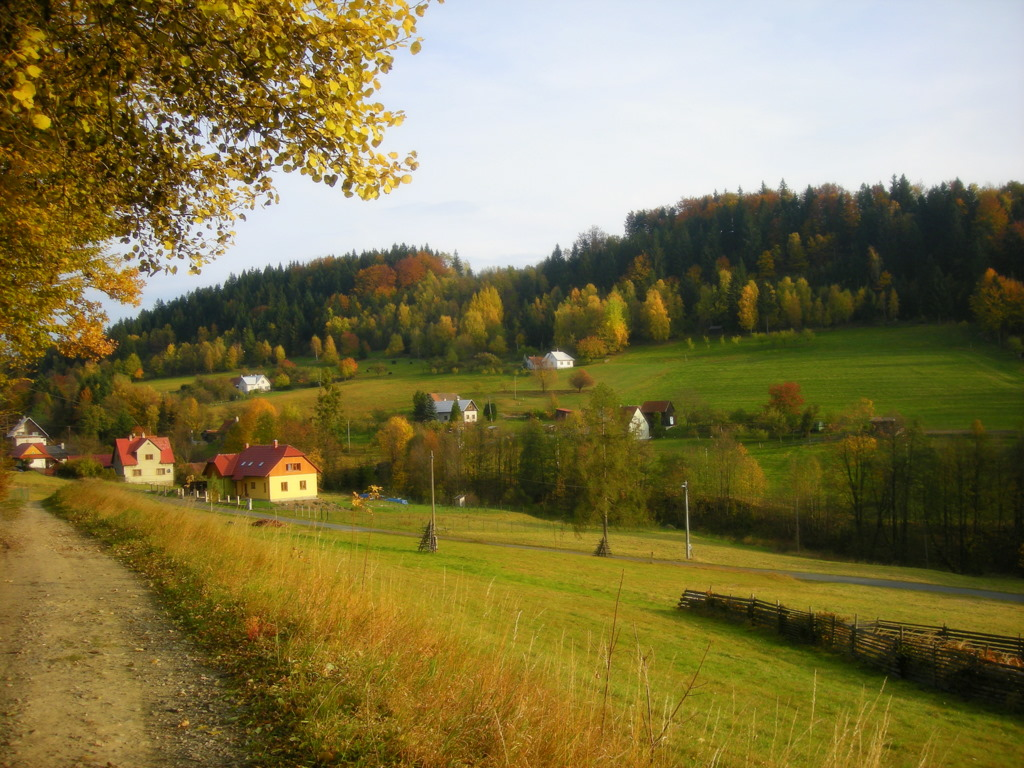
Údolí Žáry.
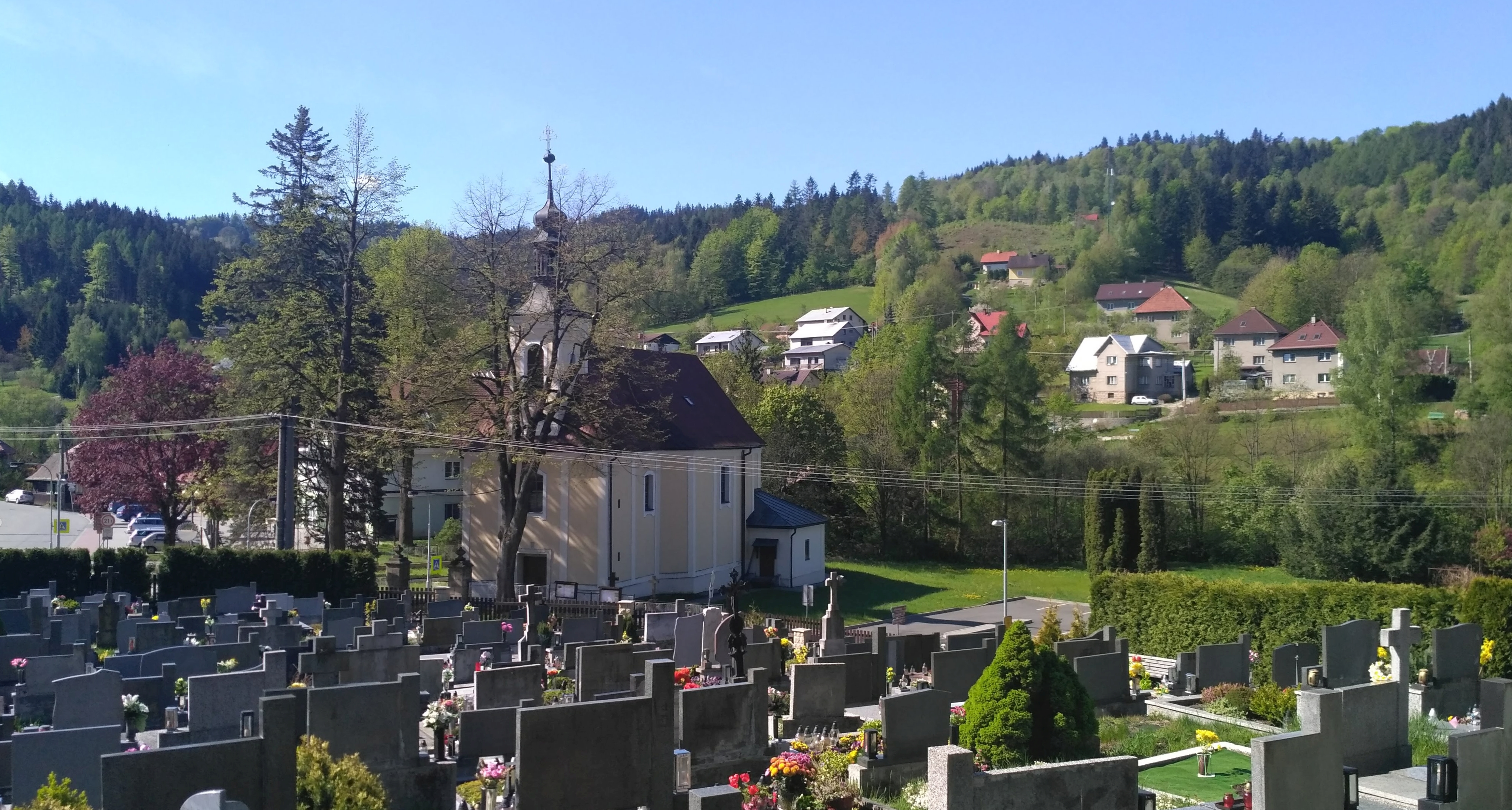
Église de l'Assomption.

La commune est limitée par Vidče et Rožnov pod Radhoštěm au nord, par Hutisko-Solanec et Karolinka à l'est, par Nový Hrozenkov et Halenkov au sud, et par Malá Bystřice et Velká Lhota à l'ouest.

## Histoire
La première mention écrite du village date de 1651.